# 山田健二
山田 健二（やまだ けんじ、本名：栗田 正直、1972年3月17日 - ）は、香川県出身のものまねタレント、歌手。
身長172cm。特技は気功、空手、一輪車、器械体操。趣味はダーツ、マジック。　自称健康オタク。

## 来歴・人物
16歳の時に香川県高松市より上京し、当時から「人を笑わせること」が大好きで、よくものまねを披露していた。
知人の勧めで素人として、フジテレビ「日本ものまね大賞」に出演し、当時もっとも得意とした山本譲二のものまねで「敢闘賞」を受賞、その後ものまね芸人のプロとして活動を始める。
山本の付き人として活動していた経歴ももつ。
2007年には念願のCDデビューを果たす。

## テレビ番組
- 日本ものまね大賞：敢闘賞受賞
- 爆笑ものまね王座決定戦
- 新春スターかくし芸
- 爆笑そっくりものまね紅白歌合戦スペシャル
- ものまねミリオネア
- 爆笑スターものまね王座決定戦：準優勝
- スーパーモーニング